# Elizabeth "Ellie" Harp
Elizabeth Harp er en fiktiv person fra tv-serien One Tree Hill. Hun spilles af skuespillerinden Sheryl Lee.